# Touët-de-l'Escarène
Touët-de-l'Escarène é uma comuna francesa na região administrativa da Provença-Alpes-Costa Azul, no departamento Alpes Marítimos. Estende-se por uma área de 4,57 km², com  (Touétois) 242 habitantes, segundo os censos de 1999, com uma densidade de 52 hab/km².